# Suchodół (Krosno)

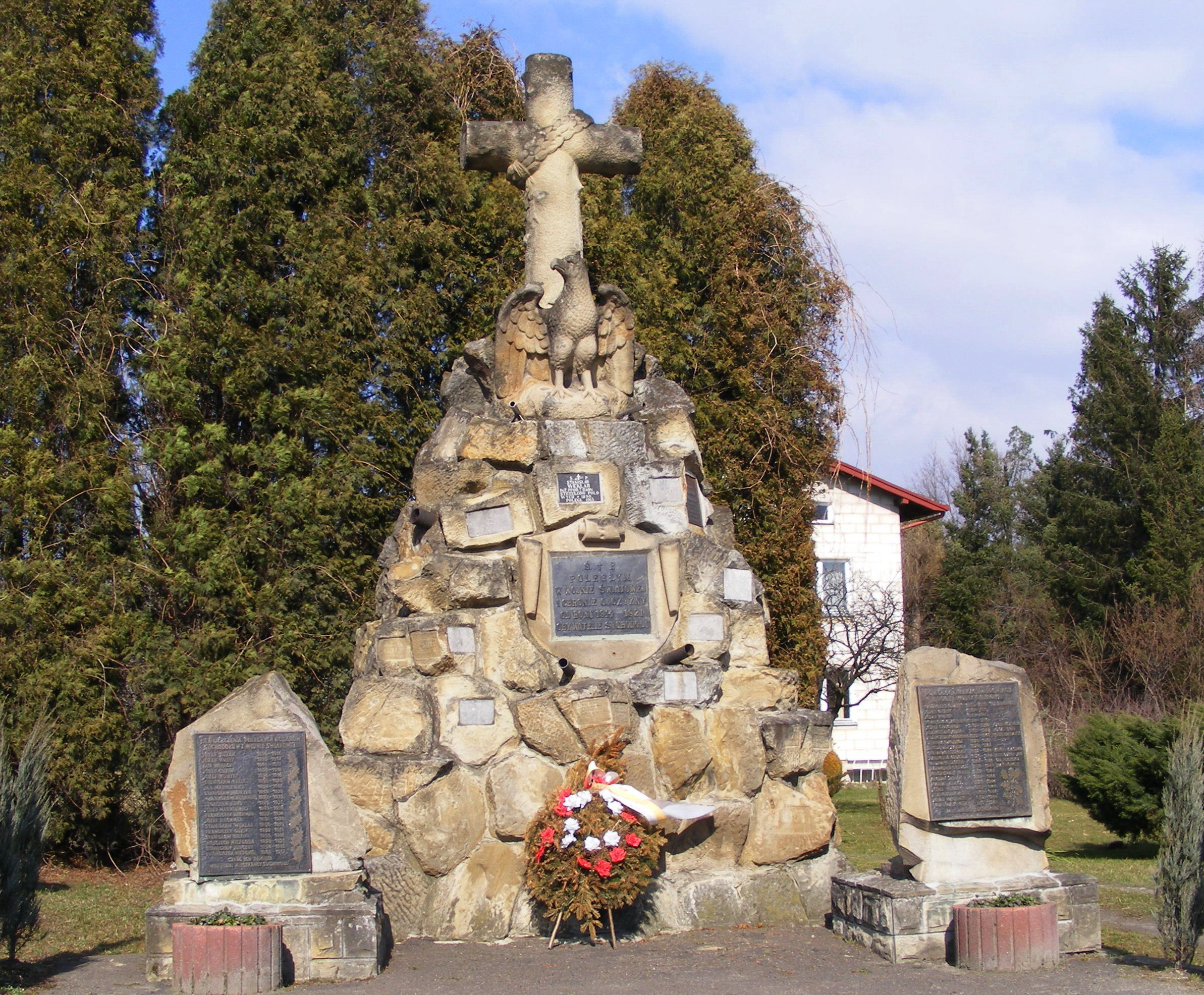
Pomnik ofiar wojen światowych.

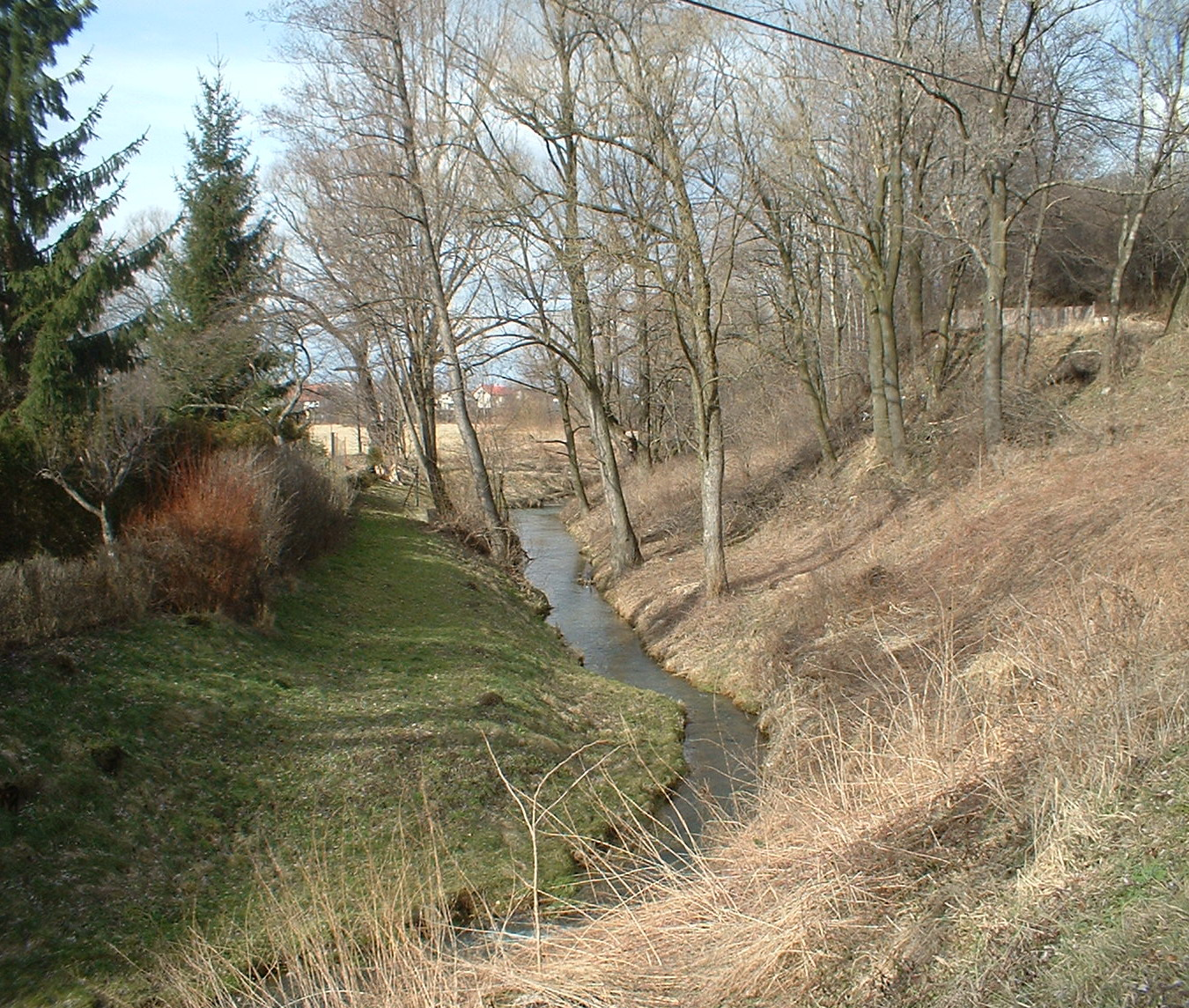
Ujście potoku Badoń do rzeki Lubatówki.

Suchodół – część miasta Krosno, jednostka pomocnicza gminy (dzielnica).
Dawna wieś lokowana na prawie niemieckim w 1430, w 1953 przyłączona do Krosna.
Leży nad rzeką Lubatówką i potokiem Badoń, nad którym został utworzony użytek ekologiczny.
Etymologicznie nazwa pochodzi od suchych obszarów występujących w nizinach nadrzecznych lub suchych rowów, jarów naturalnych broniących dostępu do grodów. Według legendy tym szlakiem węgierskim prowadzącym nad rzeką Lubatówką do Bramy Węgierskiej w Krośnie, przechodził św. Wojciech, św. Jadwiga (1384), i św. Jan z Dukli.
Wieś królewska położona na przełomie XVI i XVII wieku w ziemi sanockiej województwa ruskiego, w drugiej połowie XVII wieku należała do tenuty Besko starostwa sanockiego. W XVII wieku Robert Wojciech Portius był tu dzierżawcą folwarku.
W Suchodole znajduje się ulica Dębowa, która to zawdzięcza swą nazwę legendzie, o królowej Jadwidze, ks. Sarna ujmuje ją następująco:
Królowa Jadwiga przybyła w te strony i chciała wybudować kościół na górce granicznej między Suchodołem a Głowienką w miejscu, gdzie dziś stoi kilkunastoletni dąb, bo stary dąb spłonął w wyniku podpalenia go od wewnątrz przez suchodolskich młodzieńców. Zamiar królowej nie doszedł jednak do skutku, gdyż sprzeciwili się temu mieszkańcy Suchodołu i Głowienki. Rozgniewana królowa miała powiedzieć, że nigdy
z tych dwóch wiosek nikt nie zostanie księdzem.
Pod Suchodołem toczyły się walki konfederacji barskiej w maju 1772 r. i istniały tu konfederackie groby. W miejscu tym wykonano symboliczny nagrobek konfederacki z krzyżem. 
W roku 1876 wieś Suchodół liczyła 910 mieszkańców. Od południa graniczyła z Głowienką i Miejscem Piastowym, na wschód z Krościenkiem Niżnym i Łężanami, a na zachodzie z obecną dzielnicą Polanka. W dawnych granicach Suchodołu leżały grunty obecnego lotniska oraz osiedla im. Traugutta. Na terenach należących niegdyś do wsi Suchodół zlokalizowany jest cmentarz komunalny i kościół św. Piotra Apostoła i Jana z Dukli.
W 1897 r. założono w Suchodole drugą po Czernichowie (1864) najstarszą szkołę rolniczą w Galicji, która miała już znaczną autonomię (po 1861 r.) i mogła nauczać w języku polskim.
14 września 1900 r. Cesarz Austrii Franciszek Józef na wzgórzu Pod Dębem obserwował Wielkie Manewry. W czasie I wojny światowej doszło do bratobójczych walk nad Lubatówką, a poległych chowano w kwaterach na pobliskim cmentarzu.
Na Apel Józefa Piłsudskiego z Suchodołu zgłosiło się 20 mężczyzn i w latach 1919–1920 walczyli pod rozkazami Komendanta Legionów. W tej miejscowości postawiono pomnik upamiętniający imiennie 19 mieszkańców poległych w I i 20 w II wojnie światowej.
Obecnie powierzchnia dzielnicy wynosi 726,51 ha. W roku 2019 liczba mieszkańców dzielnicy wyniosła 2 949.

## Ludzie związani z Suchodołem
- Józef Jurczyk – rolnik, poseł na Sejm RP
- Leon Stec "Gustaw" – członek AK, kierownik szkoły, wykładowca Kursu Podchorążówki AK w Suchodole, inwigilowany przez UB, poniósł śmierć,
- Józef Zajdel "Podkowiak" – organizator partyzantki i punktu przerzutowego na Węgry, goszczący Stanisława Węklara,
- Stanisława Wenklar "Wujek" – miejscowy organizator ZWZ, Komendant Obwodu OP-15 Krosno w 1944,
- Józef Drelichowski "Kłos", "Hen", (1891–1977) – zastępca a potem Kierownik Obwodu AK,
- Jan Czuchra "Janczar" (ur. 1922) – w Oddziale "Orskiego" Józefa Czuchry, potem ochotnik w I Armii Wojska Polskiego bohater walk o Warszawę, Płock, Bydgoszcz i Wał Pomorski odznaczony Krzyżem Partyzanckim,
- Kazimierz Czuchra "Ziuk" – zginął w czasie obławy z rąk Niemców w Żeglcach 3 maja 1944,
- płk Franciszek Suchodolski de Suchodół – dowódca 13 Galicyjskiego Regimentu Ułanów (1871),
- Józef Wilk – ur. w Suchodole w 1881 r. rzeźbiarz, medalier, pedagog, twórca pomnika ces. Franciszka Józefa dla Sarajewa, odznaki Komitetu Biskupiego Krakowskiego, ołtarza w Wyższym Seminarium Duchownym w Przemyślu, posągu Chrystusa dla fary w Przeworsku i wielu innych realizacji rzeźbiarskich (kilkadziesiąt jego prac znajduje się w zbiorach Muzeum Narodowego Ziemi Przemyskiej).
- Józef Bach – legionista, dyrektor Państwowej Szkoły Rolniczej w Suchodole

## Na terenie dzielnicy znajduje się
- Szkoła Rolnicza z 1897 r., odremontowana, teraz znajduje się tam PWSZ
- Szkoła Podstawowa nr 5 im. Jana Pawła II
- Krośnieńska Biblioteka Publiczna. Filia nr 2
- Pomnik upamiętniający poległych w I i w II wojnie światowej
- Mogiła Konfederatów barskich z Krzyżem
- Zabytkowe kapliczki